# Groot-Brittannië op de Olympische Zomerspelen 1972
Groot-Brittannië nam deel aan de Olympische Zomerspelen 1972 in München, West-Duitsland. Er werden vijf medailles meer behaald in vergelijking met de vorige deelname. Het aantal goud was wel met één afgenomen.

## Medailleoverzicht
| Sport        | Olympiër                                                      | Discipline                 | Medaille |
| ------------ | ------------------------------------------------------------- | -------------------------- | -------- |
| Atletiek     | Mary Peters                                                   | vijfkamp (v)               | Goud     |
| Paardensport | Richard Meade                                                 | eventing individueel       | Goud     |
| Paardensport | Mary Gordon-Watson Richard Meade Bridget Parker Mark Phillips | eventing team              | Goud     |
| Zeilen       | Christopher Davies Rodney Pattisson                           | flying dutchman            | Goud     |
| Atletiek     | David Hemery David Jenkins Alan Pascoe Martin Reynolds        | 4x400m (m)                 | Zilver   |
| Judo         | David Starbrook                                               | -93kg (m)                  | Zilver   |
| Paardensport | Anne Moore                                                    | springconcours individueel | Zilver   |
| Zeilen       | David Hunt en Alan Warren                                     | tempest                    | Zilver   |
| Zwemmen      | David Wilkie                                                  | 200m schoolslag (m)        | Zilver   |
| Atletiek     | Ian Stewart                                                   | 5000m (m)                  | Brons    |
| Atletiek     | David Hemery                                                  | 400m horden (m)            | Brons    |
| Boksen       | Ralph Evans                                                   | -48kg (m)                  | Brons    |
| Boksen       | George Turpin                                                 | -54kg (m)                  | Brons    |
| Boksen       | Alan Minter                                                   | -71kg (m)                  | Brons    |
| Judo         | Brian Jacks                                                   | -80kg (m)                  | Brons    |
| Judo         | Angelo Parisi                                                 | open klasse (m)            | Brons    |
| Schietsport  | John Kynoch                                                   | 50m lopende schijf         | Brons    |
| Wielersport  | Michael Bennett Ian Hallam Ronald Keeble William Moore        | ploegenachtervolging (m)   | Brons    |

## Deelnemers en resultaten

### Atletiek
| Olympiër                                                       | Discipline               | Resultaat | Prestatie                                                                        |
| -------------------------------------------------------------- | ------------------------ | --------- | -------------------------------------------------------------------------------- |
| Brian Green                                                    | 100m (m)                 | 13e       | serie 4: 2de in 10,41 kwartfinale 2: 2de in 10,58 halve finale 2: 8ste in 10,52  |
| Don Halliday                                                   | 100m (m)                 | 31e       | serie 7: 2de in 10,58 kwartfinale 5: 6de in 10,60                                |
| Les Piggot                                                     | 100m (m)                 | 27e       | serie 3: 3de in 10,54 kwartfinale 3: 6de in 10,53                                |
| Brian Green                                                    | 200m (m)                 | 33e       | serie 5: 3de in 21,26 kwartfinale 5: 7de in 21,41                                |
| Gary Armstrong                                                 | 400m (m)                 | 33e       | serie 6: 4de in 46,48 kwartfinale 4: 7de in 47,10                                |
| David Jenkins                                                  | 400m (m)                 | 9e        | serie 2: 1ste in 46,15 kwartfinale 3: 1ste in 45,99 halve finale 1: 5de in 45,91 |
| Martin Reynolds                                                | 400m (m)                 | 15e       | serie 7: 2de in 46,46 kwartfinale 1: 4de in 46,11 halve finale 2: 7de in 46,71.  |
| Colin Campbell                                                 | 800m (m)                 | 54e       | serie 2: 6de in 1.54,8                                                           |
| Andy Carter                                                    | 800m (m)                 | 6e        | serie 7: 3de in 1.47,6 halve finale 3: 3de in 1.46,5 finale: 6de in 1.46,55      |
| Dave Cropper                                                   | 800m (m)                 | 11e       | serie 3: 2de in 1.47,5 halve finale 1: 3de in 1.48,4                             |
| Brendan Foster                                                 | 1500m (m)                | 5e        | serie 1: 4de in 3.40,8 halve finale 3: 3de in 3.38,2 finale: 5de in 3.39,0       |
| John Kirkbride                                                 | 1500m (m)                | 45e       | serie 2: 5de in 3.45,3                                                           |
| Ray Smedley                                                    | 1500m (m)                | 28e       | serie 5: 3de in 3.42,1 halve finale 2: 9de in 3.45,8                             |
| David Bedford                                                  | 5000m (m)                | 12e       | serie 1: 2de in 13.49,8 finale: 12de in 13.43,2                                  |
| Ian McCafferty                                                 | 5000m (m)                | 11e       | serie 3: 1ste in 13.38,2 finale: 11de in 13.43,2                                 |
| Ian Stewart                                                    | 5000m (m)                | Brons     | serie 4: 2de in 13.33,0 finale: 3de in 13.27,6                                   |
| David Bedford                                                  | 10000m (m)               | 6e        | serie 1: 2de in 27.53,64 finale: 6de in 28.05,44                                 |
| Dave Holt                                                      | 10000m (m)               | 28e       | serie 2: 11de in 28.46,8                                                         |
| Lachie Stewart                                                 | 10000m (m)               | 17e       | serie 3: 6de in 28.31,33                                                         |
| Alan Pascoe                                                    | 110m horden (m)          | 13e       | serie 4: 3de in 14,08 halve finale 2: 7de in 14,24                               |
| Berwyn Price                                                   | 110m horden (m)          | 14e       | serie 2: 2de in 13,94 halve finale 1: 7de in 14,37                               |
| David Wilson                                                   | 110m horden (m)          | 24e       | serie 5: 6de in 14,31                                                            |
| David Hemery                                                   | 400m horden (m)          | Brons     | serie 2: 1ste in 49,72 halve finale 1: 3de in 49,66 finale: 3de in 48,52         |
| John Sherwood                                                  | 400m horden (m)          | DNF       | serie 5: niet gefinisht                                                          |
| John Bicourt                                                   | 3000m steeplechase (m)   | 23e       | serie 3: 8ste in 8.38,8                                                          |
| Andy Holden                                                    | 3000m steeplechase (m)   | 15e       | serie 1: 5de in 8.33,8                                                           |
| Steve Hollings                                                 | 3000m steeplechase (m)   | 29e       | serie 4: 4de in 8.35,0                                                           |
| Berwyn Price Don Halliday Dave Dear Brian Green                | 4x100m (m)               | 11e       | serie 4: 3de in 39,63 halve finale 2: 6de in 39,47                               |
| Martin Reynolds Alan Pascoe Dave Hemery David Jenkins          | 4x400m (m)               | Zilver    | serie 1: 1ste in 3.01,26 finale: 2de in 3.00,46                                  |
| Ron Hill                                                       | marathon (m)             | 6e        | 2:16.30                                                                          |
| Colin Kirkham                                                  | marathon (m)             | 20e       | 2:21.54                                                                          |
| Donald MacGregor                                               | marathon (m)             | 7e        | 2:16.34                                                                          |
| Phil Embleton                                                  | 20km snelwandelen (m)    | 14e       | 1:33.22,2                                                                        |
| Peter Marlow                                                   | 20km snelwandelen (m)    | 17e       | 1:35.38,8                                                                        |
| Paul Nihill                                                    | 20km snelwandelen (m)    | 6e        | 1:28.44,4                                                                        |
| Paul Nihill                                                    | 50km snelwandelen (m)    | 9e        | 4:14.09,4                                                                        |
| Howard Timms                                                   | 50km snelwandelen (m)    | 25e       | 4:34.43,8                                                                        |
| John Warhurst                                                  | 50km snelwandelen (m)    | 18e       | 4:23.21,6                                                                        |
| Lynn Davies                                                    | verspringen (m)          | 18e       | kwalificatie groep A: 12de met 7,64m                                             |
| Alan Lerwill                                                   | verspringen (m)          | 7e        | kwalificatie groep B: 5de met 7,86m finale: 7de met 7,91m                        |
| Mike Bull                                                      | polsstokhoogspringen (m) | 16e       | kwalificatie groep B: 8ste met 4,80m                                             |
| Geoff Capes                                                    | kogelstoten (m)          | 20e       | kwalificatie groep B: 11de met 18,94m                                            |
| Bill Tancred                                                   | kogelstoten (m)          | DNS       | kwalificatie groep A: niet gestart                                               |
| Bill Tancred                                                   | discuswerpen (m)         | 19e       | kwalificatie groep B: 9de met 57,24m                                             |
| John Watts                                                     | discuswerpen (m)         | 24e       | kwalificatie groep A: 12de met 53,86m                                            |
| Dave Travis                                                    | speerwerpen (m)          | 17e       | kwalificatie groep B: 8ste met 74,68m                                            |
| Howard Payne                                                   | kogelslingeren (m)       | 19e       | kwalificatie groep B: 12de met 64,56m                                            |
| Barry Williams                                                 | kogelslingeren (m)       | 16e       | kwalificatie groep A: 10de met 66,32m finale: 16de met 68,18m                    |
| Peter Gabbett                                                  | tienkamp (m)             | 19e       | niet gefinisht                                                                   |
| Barry King                                                     | tienkamp (m)             | 15e       | 7468 punten                                                                      |
|                                                                |                          |           |                                                                                  |
| Sonia Lannaman                                                 | 100m (v)                 | 26e       | serie 6: 4de in 11,45 kwartfinale 2: 5de in 11,72                                |
| Andrea Lynch                                                   | 100m (v)                 | 15e       | serie 1: 4de in 11,52 kwartfinale 3: 4de in 11,57 halve finale 2: 7de in 11,64   |
| Anita Neil                                                     | 100m (v)                 | 21e       | serie 3: 3de in 11,55 kwartfinale 1: 6de in 11,58                                |
| Margaret Critchley                                             | 200m (v)                 | 24e       | serie 6: 4de in 24,04 kwartfinale 4: 6de in 24,05                                |
| Della James                                                    | 200m (v)                 | 19e       | serie 3: 3de in 23,97 kwartfinale 2: 5de in 23,72                                |
| Donna Murray                                                   | 200m (v)                 | 15e       | serie 1: 4de in 23,67 kwartfinale 3: 4de in 23,69 halve finale 2: 8ste in 24,03  |
| Verona Bernard                                                 | 400m (v)                 | 22e       | serie 7: 4de in 53,31 kwartfinale 4: 5de in 53,29                                |
| Jannette Roscoe                                                | 400m (v)                 | 19e       | serie 2: 2de in 53,67 kwartfinale 1: 6de in 53,01                                |
| Janet Simpson                                                  | 400m (v)                 | 33e       | serie 6: 6de in 54,13                                                            |
| Margaret Coomber                                               | 800m (v)                 | 18e       | serie 3: 6de in 2.02,99                                                          |
| Patricia Cropper                                               | 800m (v)                 | 19e       | serie 4: 4de in 2.03,55                                                          |
| Rosemary Stirling                                              | 800m (v)                 | 7e        | serie 5: 3de in 2.03,64 halve finale 2: 4de in 2.02,36 finale: 7de in 2.00,15    |
| Joan Allison                                                   | 1500m (v)                | 20e       | serie 1: 7de in 4.14,89                                                          |
| Sheila Carey                                                   | 1500m (v)                | 12e       | serie 4: 3de in 4.13,01 halve finale 1: 6de in 4.09,37                           |
| Joyce Smith                                                    | 1500m (v)                | 7e        | serie 3: 4de in 4.11,27 halve finale 2: 4de in 4.07,41 finale: 5de in 4.04,81    |
| Mary Peters                                                    | 100m horden (v)          | DNS       | serie 3: niet gestart                                                            |
| Judy Vernon                                                    | 100m horden (v)          | 17e       | serie 1: 5de in 13,37                                                            |
| Ann Wilson                                                     | 100m horden (v)          | 18e       | serie 4: 5de in 13,53                                                            |
| Andrea Lynch Della James-Pascoe Judy Vernon Anita Neil         | 4x100m (v)               | 7e        | serie 2: 4de in 43,76 finale: 7de in 43,71                                       |
| Verona Bernard Janet Simpson Jannette Roscoe Rosemary Stirling | 4x400m (v)               | 5e        | serie 2: 4de in 3.30,1 finale: 5de in 3.28,7                                     |
| Maureen Chitty                                                 | verspringen (v)          | 16e       | kwalificatie groep B: 11de met 6,26m                                             |
| Ruth Martin-Jones                                              | verspringen (v)          | 28e       | kwalificatie groep A: 14de met 5,93m                                             |
| Sheila Sherwood                                                | verspringen (v)          | 9e        | kwalificatie groep B: 8ste met 6,33m finale: 9de met 6,41m                       |
| Penelope Dimmock                                               | verspringen (v)          | 30e       | kwalificatie groep B: 8ste met 1,70m                                             |
| Rosaline Few                                                   | verspringen (v)          | 27e       | kwalificatie groep B: 5de met 1,73m                                              |
| Barbara Inkpen                                                 | verspringen (v)          | 4e        | kwalificatie groep A: 18de met 1,76m finale: 4de met 1,85m                       |
| Rosemary Payne                                                 | discuswerpen (v)         | 12e       | kwalificatie: 10de met 55,56m finale: 12de met 56,50m                            |
| Mary Peters                                                    | vijfkamp (v)             | Goud      | 4801 punten WR                                                                   |
| Ann Wilson                                                     | vijfkamp (v)             | 13e       | 4279 punten                                                                      |

### Boksen
| Olympiër           | Discipline  | Resultaat | Prestatie |
| ------------------ | ----------- | --------- | --- |
| Ralph Evans        | -48kg (m)   | Brons     | 1ste ronde: W van MEX Garcia: 4-1 2de ronde: W van CHI Velasquez: 5-0 kwartfinale: W van ETH Haile: 5-0 halve finale: V van HUN Gedo: 0-5                          |
| Maurice O'Sullivan | -51kg (m)   | 17e       | 1ste ronde: W van FRA Kaloufi: 3-2 2de ronde: V van UGA Rwabwogo: knock-out                                                                                        |
| George Turpin      | -54kg (m)   | Brons     | 1ste ronde: vrij 2de ronde: W van SIN N'diaye: 5-0 3de ronde: W van RCO Chee: 5-0 kwartfinale: W van KEN Nderu: 4-1 halve finale: V van CUB Martinez: 0-5          |
| William Taylor     | -57kg (m)   | 17e       | 1ste ronde: W van MAR Maghfour: 3-2 2de ronde: V van GDR Bachfeld: 0-5                                                                                             |
| Neville Cole       | -60kg (m)   | 17e       | 1ste ronde: vrij 2de ronde: V van IND Venu: knock-out |
| Graham Moughton    | -63,5kg (m) | 5e        | 1ste ronde: W van PAK Balouch: 5-0 2de ronde: W van COL Villa: 3-2 kwartfinale: V van YUG Vujin: 0-5                                                               |
| Maurice Hope       | -67kg (m)   | 5e        | 1ste ronde: vrij 2de ronde: W van BAH Davis: 5-0 3de ronde: W van ESP Fernandez: walk-over kwartfinale: V van HUN Kjadi: 0-5                                       |
| Alan Minter        | -71kg (m)   | Brons     | 1ste ronde: vrij 2de ronde: W van GUY Ford: knock-out 3de ronde: W van URS Tregubov: 5-0 kwartfinale: W van ALG Hanmani: 4-1 halve finale: V van FRG Kottysch: 2-3 |
| Bill Knight        | -75kg (m)   | 17e       | 1ste ronde: W van ZAM Luipa: 3-2 2de ronde: V van CUB Montoya: knock-out                                                                                           |

### Boogschieten
| Olympiër        | Discipline      | Resultaat | Prestatie                                                                              |
| --------------- | --------------- | --------- | -------------------------------------------------------------------------------------- |
| Ronald Bishop   | individueel (m) | 45e       | 1ste ronde: 38ste met 1138 punten 2de ronde: 50ste met 1106 punten totaal: 2244 punten |
| Roy Matthews    | individueel (m) | 17e       | 1ste ronde: 25ste met 1174 punten 2de ronde: 13de met 1211 punten totaal: 2385 punten  |
| John Snelling   | individueel (m) | 26e       | 1ste ronde: 10de met 1195 punten 2de ronde: 35ste met 1161 punten totaal: 2356 punten  |
|                 |                 |           |                                                                                        |
| Pauline Edwards | individueel (v) | 25e       | 1ste ronde: 29ste met 1106 punten 2de ronde: 18de met 1143 punten totaal: 2249 punten  |
| Lynne Evans     | individueel (v) | 16e       | 1ste ronde: 18de met 1156 punten 2de ronde: 15de met 1157 punten totaal: 2313 punten   |
| Carol Sykes     | individueel (v) | 21e       | 1ste ronde: 26ste met 1115 punten 2de ronde: 14de met 1158 punten totaal: 2273 punten  |

### Gewichtheffen
| Olympiër          | Discipline  | Resultaat | Prestatie                                                                                 |
| ----------------- | ----------- | --------- | ----------------------------------------------------------------------------------------- |
| Precious McKenzie | -56kg (m)   | 9e        | drukken: 8ste met 115kg trekken: 12de met 97,5kg stoten: 10de met 130kg totaal: 342,5kg   |
| George Newton     | -67,5kg (m) | 15e       | drukken: 12de met 132,5kg trekken: 12de met 117,5kg stoten: 14de met 145kg totaal: 395kg  |
| Ieuan Owen        | -67,5kg (m) | 18e       | drukken: 18de met 122,5kg trekken: 18de met 107,5kg stoten: 14de met 145kg totaal: 375kg  |
| Anthony Ford      | -82,5kg (m) | 13e       | drukken: 18de met 137,5kg trekken: 12de met 125kg stoten: 13de met 165kg totaal: 427,5kg  |
| Mike Pearman      | -82,5kg (m) | 11e       | drukken: 11de met 145kg trekken: 12de met 125kg stoten: 9de met 172,5kg totaal: 442,5kg   |
| Peter Arthur      | -90kg (m)   | 15e       | drukken: 13de met 150kg trekken: 14de met 130kg stoten: 13de met 175kg totaal: 455kg      |
| Dave Hancock      | -11kg (m)   | 13e       | drukken: 8ste met 177,5kg trekken: 14de met 142,5kg stoten: 12de met 190kg totaal: 505kg  |
| Ken Price         | -11kg (m)   | 11e       | drukken: 18de met 167,5kg trekken: 15de met 137,5kg stoten: 20ste met 175kg totaal: 475kg |
| Terry Perdue      | +110kg (m)  | 10e       | drukken: 11de met 185kg trekken: 8ste met 147,5kg stoten: 10de met 180kg totaal: 512,5kg  |

### Hockey
| Olympiër | Discipline | Resultaat | Prestatie |
| --- | ---------- | --------- | --- |
| Joe Ahmad Michael Crowe Mike Corby Bernard Cotton Tony Ekins Graham Evans John Frans Terry Gregg Dennis Hay Christopher Langhorne Peter Mills Richard Oliver David Austin Savage Keith Sinclair Paul Svehlik Rui Saldanha | mannen     | 6e        | groep B: 3de W van Mexico: 6-0 V van India: 0-5 V van Nieuw-Zeeland: 1-2 W van Kenia: 2-0 G van Australië: 1-1 W van Nederland: 3-1 W van Polen: 2-1 5-8ste plek: W van Spanje: 2-0 V van Australië: 3-1 |

| Groep B |                  |             |             |             |             |            |            |            |        |
| #       | Land             | Wedstrijden | Wedstrijden | Wedstrijden | Wedstrijden | Doelpunten | Doelpunten | Doelpunten | Punten |
| #       | Land             | G           | W           | G           | V           | V          | T          | Saldo      | Punten |
| 1       | India            | 7           | 5           | 2           | 0           | 25         | 8          | +17        | 12     |
| 2       | Nederland        | 7           | 5           | 1           | 1           | 20         | 9          | +11        | 11     |
| 3       | Groot-Brittannië | 7           | 4           | 1           | 2           | 15         | 10         | +5         | 9      |
| 4       | Australië        | 7           | 3           | 2           | 2           | 18         | 8          | +10        | 8      |
| 5       | Nieuw-Zeeland    | 7           | 2           | 3           | 2           | 16         | 11         | +5         | 7      |
| 6       | Polen            | 7           | 2           | 2           | 3           | 12         | 12         | 0          | 6      |
| 7       | Kenia            | 7           | 1           | 1           | 5           | 8          | 17         | -9         | 3      |
| 8       | Mexico           | 7           | 0           | 0           | 7           | 1          | 40         | -39        | 0      |

| Ronde       | Datum   | Plaats           | Land | Score            | Land |
| ----------- | ------- | ---------------- | ---- | ---------------- | ---- |
| Groepsfase  |         |                  |      |                  |      |
| 27 augustus | München | Groot-Brittannië | 6-0  | Mexico           |      |
| 28 augustus | München | India            | 5-0  | Groot-Brittannië |      |
| 30 augustus | München | Nieuw-Zeeland    | 2-1  | Groot-Brittannië |      |
| 31 augustus | München | Kenia            | 0-2  | Groot-Brittannië |      |
| 2 september | München | Australië        | 1-1  | Groot-Brittannië |      |
| 3 september | München | Groot-Brittannië | 3-1  | Nederland        |      |
| 4 september | München | Groot-Brittannië | 2-1  | Polen            |      |
| 5-8ste plek |         |                  |      |                  |      |
| 7 september | München | Spanje           | 0-2  | Groot-Brittannië |      |
| 5-6de plek  |         |                  |      |                  |      |
| 2 september | München | Australië        | 2-1  | Groot-Brittannië |      |

### Judo
| Olympiër        | Discipline      | Resultaat | Prestatie |
| --------------- | --------------- | --------- | --- |
| Edward Mullen   | -63kg (m)       | 9e        | 1ste ronde: W van CAN Sakai 2de ronde: V van FRA Mounier herkansingen: V van PRK Kim                                                                                                   |
| Robert Sullivan | -70kg (m)       | 18e       | 1ste ronde: V van HUN Hetényi |
| Brian Jacks     | -80kg (m)       | Brons     | 1ste ronde: vrij 2de ronde: W van FIN Akrenius 3de ronde: W van FRG Egger kwartfinale: W van FRA Coche halve finale: V van JPN Sekine                                                  |
| David Starbrook | -93kg (m)       | Zilver    | 1ste ronde: W van SUI Kyburz 2de ronde: W van FRA Albertini 3de ronde: W van URS Chochosvili kwartfinale: W van USA Wooley halve finale: W van BRA Ishii finale: V van URS Chochosvili |
| Keith Remfry    | +93kg (m)       | 16e       | 1ste ronde: V van CAN Rogers |
| Angelo Parisi   | open klasse (m) | Brons     | 1ste ronde: W van GDR Henning 2de ronde: W van TCH Jaekl 3de ronde: W van USA Watts kwartfinale: W van FRA Brondani halve finale: V van URS Kuznetsov                                  |

### Kanovaren
| Olympiër                                              | Discipline    | Resultaat | Prestatie                                                                            |
| Slalom                                                | Slalom        | Slalom    | Slalom                                                                               |
| ----------------------------------------------------- | ------------- | --------- | ------------------------------------------------------------------------------------ |
| John Albert                                           | C-1 (m)       | 13e       | 438,40                                                                               |
| Geoffrey Dinsdale                                     | C-1 (m)       | 21e       | 576,72                                                                               |
| Rowan Osborne                                         | C-1 (m)       | 20e       | 561,12                                                                               |
| David Allen Lindsay Williams                          | C-2 (m)       | 13e       | 438,40                                                                               |
| John Court John Goodwin                               | C-2 (m)       | DNS       | niet gestart                                                                         |
| Raymond Calverley                                     | K-1 (m)       | 32e       | 410,80                                                                               |
| John MacLeode                                         | K-1 (m)       | 30e       | 398,99                                                                               |
| David Mitchell                                        | K-1 (m)       | 22e       | 343,02                                                                               |
|                                                       |               |           |                                                                                      |
| Victoria Brown                                        | K-1 (v)       | 6e        | 443,71                                                                               |
| Heather Goodman                                       | K-1 (v)       | 13e       | 527,50                                                                               |
| Pauline Goodwin-Squires                               | K-1 (v)       | 21e       | 673,60                                                                               |
| Slalom                                                |               |           |                                                                                      |
| John Oliver                                           | K-1 1000m (m) | 16e       | serie 1: 7de in 4.18,53 'herkansingen: 3de in 4.04,69 halve finale 2: 6de in 4.01,38 |
| Douglas Parnham Robert Avery                          | K-2 1000m (m) | 14e       | serie 2: 5de in 3.51,93 'herkansingen: 3de in 3.40,65 halve finale 2: 5de in 3.39,36 |
| Robert Avery Douglas Parnham Peter Lawler John Oliver | K-4 1000m (m) | 19e       | serie 1: 5de in 3.26,65 'herkansingen: 5de in 3.26,80                                |
|                                                       |               |           |                                                                                      |
| Jane Rouse                                            | K-1 500m (v)  | 13e       | serie 1: 7de in 2.19,75 'herkansingen: 4de in 2.13,35                                |
| Helen Woodhouse Pamela Renshaw                        | K-2 500m (v)  | 12e       | serie 2: 5de in 2.10,22 'herkansingen: 6de in 2.04,44                                |

### Moderne vijfkamp
| Olympiër                                                | Discipline  | Resultaat | Prestatie    |
| ------------------------------------------------------- | ----------- | --------- | ------------ |
| Robert Lawson Phelps                                    | individueel | 47e       | 4385 punten  |
| Barry Lillywhite                                        | individueel | 36e       | 4527 punten  |
| Jeremy Robert Fox                                       | individueel | 4e        | 5311 punten  |
| Robert Lawson Phelps Barry Lillywhite Jeremy Robert Fox | team        | 9e        | 14257 punten |

### Paardensport
| Olympiër                                                      | Discipline  | Resultaat | Prestatie                                                                                          |
| Dressuur                                                      | Dressuur    | Dressuur  | Dressuur                                                                                           |
| ------------------------------------------------------------- | ----------- | --------- | -------------------------------------------------------------------------------------------------- |
| Lorna Johnstone                                               | individueel | 12e       | Grand Prix: 12de met 1576 punten ride-off: 12de met 1036 punten                                    |
| Margaret Lawrence                                             | individueel | 33e       | Grand Prix: 33ste met 1242 punten                                                                  |
| Jennie Loriston-Clarke                                        | individueel | 24e       | Grand Prix: 24ste met 1450 punten                                                                  |
| Lorna Johnstone Jennie Loriston-Clarke Margaret Lawrence      | team        | 10e       | 4268 punten                                                                                        |
| Eventing                                                      |             |           | |
| Mary Gordon-Watson                                            | individueel | 4e        | 30,27 punten                                                                                       |
| Richard Meade                                                 | individueel | Goud      | 57,73 punten                                                                                       |
| Bridget Parker                                                | individueel | 10e       | 7,53 punten                                                                                        |
| Mark Phillips                                                 | individueel | 35e       | 134,33 strafpunten                                                                                 |
| Mary Gordon-Watson Richard Meade Bridget Parker Mark Phillips | team        | Goud      | 95,53 punten                                                                                       |
| Springconcours                                                |             |           | |
| David Broome                                                  | individueel | 14e       | 1ste ronde: 13de met 8 strafpunten 2de ronde: 12de met 13,25 strafpunten totaal: 21,25 strafpunten |
| Ann Moore                                                     | individueel | Zilver    | 1ste ronde: 1ste met 0 strafpunten 2de ronde: 4de met 8 strafpunten totaal: 8 strafpunten          |
| Michael Saywell                                               | individueel | 15e       | 1ste ronde: 13de met 8 strafpunten 2de ronde: 15de met 16,25 strafpunten totaal: 24,25 strafpunten |
| David Broome John Michael Saywell Harvey Smith Ann Moore      | team        | 4e        | 51,00 strafpunten                                                                                  |

### Roeien
| Olympiër                                                                    | Discipline      | Resultaat | Prestatie |
| --------------------------------------------------------------------------- | --------------- | --------- | --- |
| Kenny Dwan                                                                  | skiff (m)       | 9e        | serie 3: 3de in 7.57,49 herkansingen: 2de in 8.10,32 halve finale 2: 6de in 8.38,62 finale B: 3de in 8.00,38   |
| Tim Crooks Patrick Delafield                                                | dubbel-twee (m) | 5e        | serie 1: 1ste in 6.57,70 halve finale 1: 2de in 7.31,62 finale: 5de in 7.16,29                                 |
| Jeremiah McCarthy Matthew Cooper                                            | twee-zonder (m) | 12e       | serie 1: 3de in 7.30,62 herkansingen: 2de in 7.40,78 halve finale 2: 5de in 7.56,59 finale B: 6de in 7.51,01   |
| David Maxwell Mike Hart Alan Inns                                           | twee-met (m)    | 7e        | serie 4: 2de in 7.49,56 herkansingen: 1ste in 8.01,14 halve finale 1: 4de in 8.21,61 finale B: 2de in 7.59,57  |
| Fred Smallbone Lenny Robertson Jim Clark Bill Mason                         | vier-zonder (m) | 7e        | serie 3: 2de in 6.45,30 herkansingen: 1ste in 7.06,79 halve finale 2: 4de in 7.22,21 finale B: 1ste in 6.52,89 |
| Christopher Pierce Alan Almand Hugh Matheson Rooney Massara Patrick Sweeney | vier-met (m)    | 10e       | serie 2: 3de in 6.57,33 halve finale 1: 6de in 7.35,11 finale B: 4de in 7.12,14                                |

### Schermen
| Olympiër                                                                               | Discipline      | Resultaat | Prestatie |
| -------------------------------------------------------------------------------------- | --------------- | --------- | --- |
| Teddy Bourne                                                                           | degen (m)       | 29e       | 1ste ronde groep 6: 3de met 2 overwinningen 2de ronde groep 5: 4de met 2 overwinningen                                         |
| Ralph Johnson                                                                          | degen (m)       | 42e       | 1ste ronde groep 12: 3de met 3 overwinningen 2de ronde groep 2: 6de met 0 overwinningen                                        |
| Graham Paul                                                                            | degen (m)       | 47e       | 1ste ronde groep 9: 1ste met 3 overwinningen 2de ronde groep 7: 6de met 1 overwinning                                          |
| Teddy Bourne Bill Hoskyns Edward Hudson Ralph Johnson Graham Paul                      | degen team (m)  | 11e       | 1ste ronde groep 1: 3de met 0 overwinningen                                                                                    |
| Mike Breckin                                                                           | floret (m)      | 29e       | 1ste ronde groep 7: 4de met 3 overwinningen 2de ronde groep 5: 5de met 2 overwinningen                                         |
| Barry Paul                                                                             | floret (m)      | 21e       | 1ste ronde groep 6: 3de met 3 overwinningen 2de ronde groep 1: 4de met 2 overwinningen kwartfinale 1: 6de met 1 overwinning    |
| Graham Paul                                                                            | floret (m)      | 22e       | 1ste ronde groep 2: 1ste met 4 overwinningen 2de ronde groep 2: 3de met 3 overwinningen kwartfinale 2: 6de met 0 overwinningen |
| Mike Breckin Barry Paul Graham Paul Anthony Power Ian Single                           | floret team (m) | 10e       | 1ste ronde groep 2: 3de met 0 overwinningen                                                                                    |
| Richard Cohen                                                                          | sabel (m)       | 50e       | 1ste ronde groep 5: 6de met 0 overwinningen                                                                                    |
| John Deanfield                                                                         | sabel (m)       | 30e       | 1ste ronde groep 3: 3de met 3 overwinningen 2de ronde groep 6: 5de met 2 overwinningen                                         |
| Richard Oldcorn                                                                        | sabel (m)       | 27e       | 1ste ronde groep 4: 4de met 2 overwinningen 2de ronde groep 3: 5de met 2 overwinningen                                         |
| David Acfield Richard Cohen Rodney Craig John Deanfield Richard Oldcorn                | sabel team (m)  | 11e       | 1ste ronde groep 3: 3de met 0 overwinningen                                                                                    |
|                                                                                        |                 |           | |
| Janet Bewley                                                                           | floret (v)      | 38e       | 1ste ronde groep 6: 5de met 2 overwinningen                                                                                    |
| Sue Green                                                                              | floret (v)      | 24e       | 1ste ronde groep 2: 2de met 3 overwinningen kwartfinale 4: 6de met 0 overwinningen                                             |
| Clare Henley-Halsted                                                                   | floret (v)      | 39e       | 1ste ronde groep 7: 5de met 2 overwinningen                                                                                    |
| Sue Green Clare Henley-Halsted Sally Anne Littlejohns Janet Bewley Susan Wrigglesworth | floret team (v) | 10e       | 1ste ronde groep 1: 3de met 0 overwinningen                                                                                    |

### Schietsport
| Olympiër       | Discipline              | Resultaat | Prestatie                             |
| -------------- | ----------------------- | --------- | ------------------------------------- |
| Bob Churchill  | 50m geweer 3 houdingen  | 31e       | 1132 punten: (396-358-378)            |
| Malcolm Cooper | 50m geweer 3 houdingen  | 18e       | 1141 punten: (394-364-383)            |
| Phil Lawrence  | 50m geweer liggend      | 55e       | 590 punten: (97-98-99-99-100-97)      |
| John Palin     | 50m geweer liggend      | 54e       | 590 punten: (98-98-97-100-100-97)     |
| Malcolm Cooper | 300m geweer 3 houdingen | 12e       | 1139 punten: (391-361-387)            |
| Harry Cullum   | 50m pistool             | 31e       | 542 punten: (87-93-87-90-93-92)       |
| Frank Wyatt    | 50m pistool             | 14e       | 552 punten: (90-93-89-95-90-95)       |
| Tony Clark     | 25m snelvuurpistool     | 34e       | 579 punten: (197-190-192)             |
| John Cooke     | 25m snelvuurpistool     | 19e       | 585 punten: (197-192-196)             |
| Joe Neville    | skeet                   | 4e        | 194 punten: (24-25-25-25-21-24-25-25) |
| Colin Sephton  | skeet                   | 16e       | 585 punten: (23-23-24-25-24-23-24-25) |
| Brian Bailey   | trap                    | 25e       | 185 punten: (24-23-21-23-23-23-24-24) |
| Ronald Carter  | trap                    | 21e       | 186 punten: (23-23-23-22-24-24-23-24) |
| John Anthony   | 50m bewegend doel       | 24e       | 527 punten: (273-254)                 |
| John Kynoch    | 50m bewegend doel       | Brons     | 562 punten: (284-278)                 |

### Schoonspringen
| Olympiër           | Discipline    | Resultaat | Prestatie                                                        |
| ------------------ | ------------- | --------- | ---------------------------------------------------------------- |
| John David Baker   | 3m plank (m)  | 23e       | voorronde: 23ste met 321,15 punten                               |
| Christopher Walls  | 3m plank (m)  | 17e       | voorronde: 17de met 332,07 punten                                |
| Brian Wetheridge   | 3m plank (m)  | 28e       | voorronde: 28ste met 310,53 punten                               |
| Frank Dufficy      | 3m plank (m)  | 21e       | voorronde: 21ste met 271,77 punten                               |
| Andrew Michael Gil | 3m plank (m)  | 22e       | voorronde: 22ste met 268,68 punten                               |
| Brian Wetheridge   | 3m plank (m)  | 28e       | voorronde: 28ste met 262,59 punten                               |
|                    |               |           |                                                                  |
| Alison Jean Drake  | 3m plank (v)  | 12e       | voorronde: 12de met 262,35 punten finale: 12de 378,18 punten     |
| Heien Mary Koppeil | 3m plank (v)  | 22e       | voorronde: 22ste met 242,22 punten                               |
| Heien Mary Koppell | 10m toren (v) | 18e       | voorronde: 18de met 178,17 punten                                |
| Beverly Williams   | 10m toren (v) | 12e       | voorronde: 8ste met 188,58 punten finale: 12de met 301,26 punten |

### Turnen
| Olympiër                                                                                   | Discipline               | Resultaat | Prestatie                             |
| ------------------------------------------------------------------------------------------ | ------------------------ | --------- | ------------------------------------- |
| Eddie Arnold                                                                               | individuele meerkamp (m) | 103e      | kwalificatie: 103de met 97,45 punten  |
| Bill Norgrave                                                                              | individuele meerkamp (m) | 107e      | kwalificatie: 107de met 96,90 punten  |
| Stan Wild                                                                                  | individuele meerkamp (m) | 93e       | kwalificatie: 93ste met 100,55 punten |
|                                                                                            |                          |           |                                       |
| Barbara Alred                                                                              | individuele meerkamp (v) | 107e      | kwalificatie: 107de met 66,65 punten  |
| Pamela Hopkins                                                                             | individuele meerkamp (v) | 114e      | kwalificatie: 114de met 64,90 punten  |
| Pamela Hutchinson                                                                          | individuele meerkamp (v) | 99e       | kwalificatie: 99ste met 67,10 punten  |
| Avril Lennox                                                                               | individuele meerkamp (v) | 111e      | kwalificatie: 111de met 65,65 punten  |
| Yvonne Mugridge                                                                            | individuele meerkamp (v) | 116e      | kwalificatie: 116de met 64,60 punten  |
| Elaine Willett                                                                             | individuele meerkamp (v) | 101e      | kwalificatie: 101ste met 67,05 punten |
| Barbara Alred Pamela Hopkins Pamela Hutchinson Avril Lennox Yvonne Mugridge Elaine Willett | meerkamp team (v)        | 18e       | 333,95 punten                         |

### Wielersport
| Olympiër                                           | Discipline                    | Resultaat | Prestatie |
| Baan                                               | Baan                          | Baan      | Baan |
| -------------------------------------------------- | ----------------------------- | --------- | --- |
| Geoff Cooke                                        | sprint (m)                    | 9e        | 1ste ronde serie 15: 2de 1ste ronde herkansingen: 1ste in 12,27 2de ronde serie 2: 2de 2de ronde herkansingen: 3de              |
| Ernie Crutchlow                                    | sprint (m)                    | 9e        | 1ste ronde serie 16: 3de 1ste ronde herkansingen: 1ste in 11,41 2de ronde serie 9: 3de 2de ronde herkansingen: 2de              |
| Michael Bennett                                    | tijdrit (m)                   | 17e       | 1.09,45 |
| Ian Hallam                                         | individuele achtervolging (m) | 10e       | kwalificatie: 10de |
| David Rowe Geoffrey Cooke                          | tandem (m)                    | 10e       | serie 1: V van DDR Geschke/Otto 1ste ronde herkansingen: W van JPN Numata/Cho                                                   |
| Mick Bennett Ian Hallam Ron Keeble Willi Moore     | ploegenachtervolging (m)      | Brons     | kwalificatie: 5de kwartfinale: W van Nederland: 4.25,23 halve finale: V van FRG: gedubbeld bronzen finale: W van Polen: 4.23,78 |
| Weg                                                |                               |           | |
| Phil Bayton                                        | wegwedstrijd (m)              | 5e        | 4:15.07 |
| John Clewarth                                      | wegwedstrijd (m)              | DNF       | niet gefinisht |
| Phil Edwards                                       | wegwedstrijd (m)              | 6e        | 4:15.07 |
| David Lloyd                                        | wegwedstrijd (m)              | DNF       | niet gefinisht |
| Phil Bayton John Clewarth Phil Edwards Dave Lloydn | wegwedstrijd (m)              | 14e       | 2:16.18 |

### Worstelen
| Olympiër            | Discipline  | Resultaat   | Prestatie                                                                                |
| Vrije stijl         | Vrije stijl | Vrije stijl | Vrije stijl                                                                              |
| ------------------- | ----------- | ----------- | ---------------------------------------------------------------------------------------- |
| Amrik Singh Gill    | -57kg (m)   | 17e         | 1ste ronde: W van PER Velarde 2de ronde: V van GDR Mayer 3de ronde: V van IRI Kheder     |
| Kenneth Dawes       | -62kg (m)   | 22e         | 1ste ronde: V van CAN Bolger 2de ronde: V van ROU Coman                                  |
| Joseph Gilligan     | -68kg (m)   | 16e         | 1ste ronde: V van JPN Wada 2de ronde: W van SUI Chardonnens 3de ronde: V van POL Cieślak |
| Tony Shacklady      | -74kg (m)   | 17e         | 1ste ronde: V van TCH Musil 2de ronde: V van TUR Demirtaş                                |
| Richard Barraclough | -82kg (m)   | 15e         | 1ste ronde: V van USA Peterson 2de ronde: W van BEL Bens 3de ronde: V van FRG Neumair    |
| Ronald Grinstead    | -90kg (m)   | 18e         | 1ste ronde: V van BUL Petrov 2de ronde: G van ITA Marcheggiani                           |

### Zeilen
| Olympiër                                   | Discipline      | Resultaat | Prestatie                             |
| ------------------------------------------ | --------------- | --------- | ------------------------------------- |
| Patrick Pym                                | finn klasse     | 18e       | 133,7 punten: (19-11-17-6-DSQ-DNF-10) |
| Rodney Pattisson Christopher Davies        | flying dutchman | Goud      | 22,7 punten: (1-11-1-31-1-1-DNS)      |
| Alan Warren David Hunt                     | tempest klasse  | Zilver    | 34,4 punten: (4-1-2-1-6-6-8)          |
| Stuart Jardine John Wastall                | star klasse     | 7e        | 68,7 punten: (1-13-4-6-11-10-10)      |
| John Oakley Barry Dunning Charles Reynolds | soling klasse   | 5e        | 54,7 punten: (20-11-9-1-3-11)         |
| Simon Tait Charles Currey Ian Hannay       | drakenklasse    | 12e       | 78,7 punten: (6-2-19-17-14-15)        |

### Zwemmen
| Olympiër                                                       | Discipline            | Resultaat    | Prestatie                                          |
| -------------------------------------------------------------- | --------------------- | ------------ | -------------------------------------------------- |
| Brian Brinkley                                                 | 100m vrije slag (m)   | 30e          | serie 5: 5de in 55,06                              |
| Malcolm Windeatt                                               | 100m vrije slag (m)   | 25e          | serie 1: 4de in 54,70                              |
| Michael Bailey                                                 | 200m vrije slag (m)   | 29e          | serie 2: 4de in 2.00,79                            |
| Brian Brinkley                                                 | 200m vrije slag (m)   | 10e          | serie 6: 2de in 1.56,99                            |
| John Mills                                                     | 200m vrije slag (m)   | 23e          | serie 3: 3de in 2.00,17                            |
| Brian Brinkley                                                 | 400m vrije slag (m)   | 5e           | serie 6: 2de in 4.06,44 finale: 5de in 4.06,69     |
| Neil Dexter                                                    | 400m vrije slag (m)   | 40e          | serie 1: 6de in 4.24,80                            |
| Brian Brinkley                                                 | 1500m vrije slag (m)  | 15e          | serie 3: 3de in 16.54,39                           |
| Jim Carter                                                     | 1500m vrije slag (m)  | 22e          | serie 1: 4de in 17.16,01                           |
| Neil Dexter                                                    | 1500m vrije slag (m)  | 37e          | serie 5: 7de in 17.42,83                           |
| Colin Cunningham                                               | 100m rugslag (m)      | 20e          | serie 4: 4de in 1.01,28                            |
| Mike Richards                                                  | 100m rugslag (m)      | halve finale | serie 6: 4de in 1.01,03                            |
| Clive Rushton                                                  | 100m rugslag (m)      | halve finale | serie 5: 4de in 1.01,07                            |
| Colin Cunningham                                               | 200m rugslag (m)      | 10e          | serie 1: 2de in 2.11,06                            |
| Paul Naisby                                                    | 100m schoolslag (m)   | 35e          | serie 6: 7de in 1.11,05                            |
| Malcolm O'Connell                                              | 100m schoolslag (m)   | 22e          | serie 2: 3de in 1.09,33                            |
| David Wilkie                                                   | 100m schoolslag (m)   | 8e           | serie 3: 1ste in 1.06,35 finale: 8ste in 1.06,52   |
| Nigel Johnson                                                  | 200m schoolslag (m)   | 30e          | serie 4: 6de in 2.34,37                            |
| Malcolm O'Connell                                              | 200m schoolslag (m)   | 21e          | serie 3: 4de in 2.31,21                            |
| David Wilkie                                                   | 200m schoolslag (m)   | Zilver       | serie 3: 1ste in 2.24,54 finale: 2de in 2.23,67    |
| Martin Edwards                                                 | 100m vlinderslag (m)  | 33e          | serie 1: 7de in 1.01,29                            |
| Sean Maher                                                     | 100m vlinderslag (m)  | 23e          | serie 5: 6de in 59,50                              |
| John Mills                                                     | 100m vlinderslag (m)  | 13e          | serie 3: 3de in 58,28 halve finale 2: 7de in 58,13 |
| Brian Brinkley                                                 | 200m vlinderslag (m)  | 11e          | serie 4: 4de in 2.06,82                            |
| Sean Maher                                                     | 200m vlinderslag (m)  | 16e          | serie 1: 4de in 2.09,39                            |
| John Mills                                                     | 200m vlinderslag (m)  | 10e          | serie 4: 3de in 2.06,58                            |
| Barry Prime                                                    | 200m wisselslag (m)   | DSQ          | serie 3: gediskwalificeerd                         |
| David Wilkie                                                   | 200m wisselslag (m)   | 12e          | serie 4: 3de in 2.13,25                            |
| Barry Prime                                                    | 400m wisselslag (m)   | 27e          | serie 1: 5de in 4.57,77                            |
| Brian Brinkley John Mills Michael Bailey Colin Cunningham      | 4x200m vrije slag (m) | 8e           | serie 1: 3de in 7.58,33 finale: 8ste               |
| Colin Cunningham David Wilkie John Mills Malcolm Windeatt      | 4x100m wisselslag (m) | 7e           | serie 3: 2de in 3.58,97 finale: 8ste               |
|                                                                |                       |              |                                                    |
| Lesley Allardice                                               | 100m vrije slag (v)   | 26e          | serie 4: 5de in 1.02,07                            |
| Susan Edmondson                                                | 100m vrije slag (v)   | 30e          | serie 3: 5de in 1.02,29                            |
| Diane Walker                                                   | 100m vrije slag (v)   | 37e          | serie 4: 7de in 1.03,40                            |
| Lesley Allardice                                               | 200m vrije slag (v)   | 17e          | serie 5: 5de in 2.13,43                            |
| Susan Edmondson                                                | 200m vrije slag (v)   | 18e          | serie 4: 5de in 2.13,54                            |
| Diana Sutherland                                               | 200m vrije slag (v)   | 24e          | serie 3: 5de in 2.16,00                            |
| Susan Edmondson                                                | 400m vrije slag (v)   | 15e          | serie 3: 5de in 4.39,10                            |
| June Green                                                     | 400m vrije slag (v)   | 21e          | serie 4: 6de in 4.45,81                            |
| Diana Sutherland                                               | 400m vrije slag (v)   | 25e          | serie 3: 7de in 4.47,66                            |
| June Green                                                     | 800m vrije slag (v)   | 20e          | serie 3: 4de in 9.39,91                            |
| Susan Jones                                                    | 800m vrije slag (v)   | 24e          | serie 5: 6de in 9.47,35                            |
| Avis Willington                                                | 800m vrije slag (v)   | 35e          | serie 3: 7de in 1.10,91                            |
| Diana Ashton                                                   | 100m rugslag (v)      | 31e          | serie 1: 6de in 1.10,90                            |
| Jacqueline Brown                                               | 100m rugslag (v)      | 27e          | serie 4: 6de in 1.10,43                            |
| Diana Sutherland                                               | 100m rugslag (v)      | 32e          | serie 3: 8ste in 1.12,12                           |
| Diana Ashton                                                   | 200m rugslag (v)      | 27e          | serie 1: 6de in 2.29,95                            |
| Pamela Bairstow                                                | 200m rugslag (v)      | 24e          | serie 4: 6de in 2.29,28                            |
| Diana Sutherland                                               | 200m rugslag (v)      | 34e          | serie 5: 8ste in 2.37,61                           |
| Diana Harris                                                   | 100m schoolslag (v)   | 28e          | serie 2: 6de in 1.19,19                            |
| Dorothy Harrison                                               | 100m schoolslag (v)   | 8e           | serie 3: 1ste in 1.16,99 finale: 8ste in 1.17,49   |
| Christine Jarvis                                               | 100m schoolslag (v)   | halve finale | serie 3: 2de in 1.18,27                            |
| Pat Beavan                                                     | 200m schoolslag (v)   | 14e          | serie 2: 3de in 2.47,42                            |
| Christine Jarvis                                               | 200m schoolslag (v)   | 20e          | serie 5: 4de in 2.49,24                            |
| Amanda Radnage                                                 | 200m schoolslag (v)   | 26e          | serie 3: 4de in 2.51,85                            |
| Jean Jeavons                                                   | 100m vlinderslag (v)  | 18e          | serie 3: 5de in 1.07,64                            |
| Moira Brown                                                    | 200m vlinderslag (v)  | 18e          | serie 2: 6de in 2.30,08                            |
| Jean Jeavons                                                   | 200m vlinderslag (v)  | 12e          | serie 2: 2de in 2.27,59                            |
| Shelagh Ratcliffe                                              | 200m wisselslag (v)   | 20e          | serie 3: 4de in 2.31,04                            |
| Susan Richardson                                               | 200m wisselslag (v)   | 23e          | serie 5: 4de in 2.31,24                            |
| Avis Willington                                                | 200m wisselslag (v)   | 28e          | serie 4: 5de in 2.32,64                            |
| Shelagh Ratcliffe                                              | 400m wisselslag (v)   | 26e          | serie 1: 6de in 5.24,27                            |
| Susan Richardson                                               | 400m wisselslag (v)   | 15e          | serie 5: 5de in 5.19,53                            |
| Diane Walker                                                   | 400m wisselslag (v)   | 31e          | serie 3: 6de in 5.28,82                            |
| Diana Sutherland Judith Sirs Susan Edmondson Lesley Allardice  | 4x100m vrije slag (v) | 12e          | serie 2: 6de in 4.09,51                            |
| Pamela Bairstow Dorothy Harrison Jean Jeavons Lesley Allardice | 4x100m wisselslag (v) | 10e          | serie 2: 5de in 4.34,61                            |

Afghanistan · Albanië · Algerije · Amerikaanse Maagdeneilanden · Argentinië · Australië · Bahama's · Barbados · België · Bermuda · Birma · Bolivia · Bondsrepubliek Duitsland · Brazilië · Brits-Honduras · Bulgarije · Canada · Ceylon · Chili · Colombia · Congo-Brazzaville · Costa Rica · Cuba · Dahomey · Denemarken · Dominicaanse Republiek · Duitse Democratische Republiek · Ecuador · Egypte · El Salvador · Ethiopië · Fiji · Filipijnen · Finland · Frankrijk · Gabon · Ghana · Griekenland · Groot-Brittannië · Guatemala · Guyana · Haïti · Hongarije · Hongkong · Ierland · IJsland · India · Indonesië · Iran · Israël · Italië · Ivoorkust · Jamaica · Japan · Joegoslavië · Kameroen · Kenia · Khmerrepubliek · Koeweit · Lesotho · Libanon · Liberia · Liechtenstein · Luxemburg · Madagaskar · Malawi · Maleisië · Mali · Malta · Marokko · Mexico · Monaco · Mongolië · Nederland · Nederlandse Antillen · Nepal · Nicaragua · Nieuw-Zeeland · Niger · Nigeria · Noord-Korea · Noorwegen · Oeganda · Oostenrijk · Opper-Volta · Pakistan · Panama · Paraguay · Peru · Polen · Portugal · Puerto Rico · Roemenië · San Marino · Saoedi-Arabië · Senegal · Singapore · Soedan · Somalië · Sovjet-Unie · Spanje · Suriname · Swaziland · Syrië · Taiwan · Tanzania · Thailand · Togo · Trinidad en Tobago · Tsjaad · Tsjecho-Slowakije · Tunesië · Turkije · Uruguay · Venezuela · Verenigde Staten · Vietnam · Zambia · Zuid-Korea · Zweden · Zwitserland